# ديفيد جودفريند
ديفيد جودفريند (بالإنجليزية: David Goodfriend)‏ هو محامي أمريكي، ولد في 1968.

## وصلات خارجية
- ديفيد جودفريند على موقع إن إن دي بي (الإنجليزية)